# Sega (muzyka)

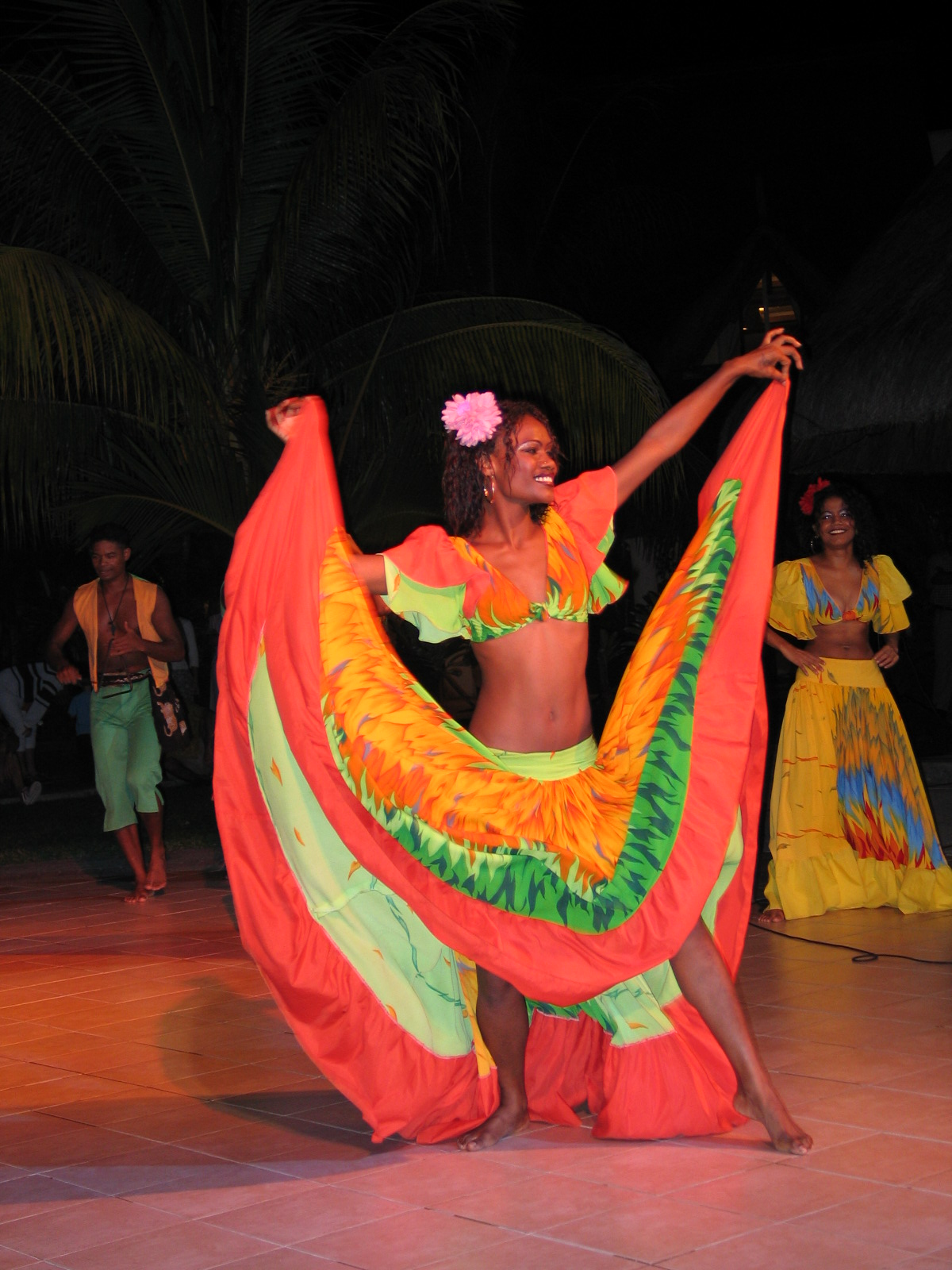
Taniec sega na Mauritiusie

Sega – gatunek muzyczny i styl tańca, narodowy taniec Mauritiusa i Reunionu, istniejący także w nieco odmiennej formie na Seszelach, Komorach, Majotcie, w niektórych rejonach Madagaskaru i na wyspie Rodrigues na Oceanie Indyjskim. 
Typowy dla segi jest zdecydowany rytm o proweniencji afrykańskiej, lecz jednocześnie łagodna linia melodyczna. Tańce oraz teksty śpiewane w języku kreolskim mają charakter erotycznego przekomarzania się.
W 2014 roku tradycyjna sega maurytyjska została wpisana na listę niematerialnego dziedzictwa UNESCO.

## Historia
Sega wywodzi się z tańców afrykańskich niewolników, przywiezionych na Mauritius i Reunion w XVIII w., którzy od początku używali instrumentów nieznanych gdzie indziej, często improwizując przy pomocy przypadkowo znalezionych przedmiotów. 
Etymologia słowa sega najprawdopodobniej z suahili zdaje się potwierdzać afrykańskie pochodzenie segi.
Sega rozpowszechniła się na Mauritiusie wraz z migracją uwolnionych niewolników po zniesieniu niewolnictwa w 1835 roku. Sega tańczona była w domach, spontanicznie podczas spotkań rodzinnych i imprez tanecznych organizowanych z okazji świąt Wielkanocy, Bożego Narodzenia, Wniebowzięcia czy Nowego Roku. Została spopularyzowana w latach 60. XX wieku przez kreolskiego piosenkarza Alphonse'a Ravatona alias Ti Frére, a w latach 80. XX wieku rozpowszechniła się na innych wyspach Republiki Mauritiusu: Rodrigues, Wyspach Agalega. Współcześnie sega wykonywana jest głównie dla turystów.   

## Opis
W obecnej formie podstawowe dla tradycyjnej segi są zasadniczo trzy instrumenty: ravan (odmiana tamburynu z koźlej skóry), maravan (kalebasa napełniona suszonymi nasionami lub koralikami) oraz triang (żelazny trójkąt). Sega przeszła wiele zmian – do akompaniamentu wykorzystywane były różne instrumenty: skrzypce, mandoliny i banjo, gitary, w końcu instrumenty dęte i perkusyjne. 
Soliści improwizują pieśni segi w języku kreolskim, przy czym śpiewy z początku są wolne, a następnie tempo nadawane przez ravan przyspiesza. Pieśni traktują zwykle o miłości i wyzwaniach dnia codziennego. Tancerze segi poruszają biodrami i rękoma w rytm melodii, odgrywając często historie opowiadane w pieśniach. Tancerki noszą długie spódnice, a pod nimi halki; tancerze mają spodnie z podwiniętymi nogawkami, kolorowe koszule i słomiane kapelusze.